# Zoé Vergé-Dépré
Zoé Sarah Vergé-Dépré (Berna, 23 de febrero de 1998) es una jugadora de voleibol de playa suiza.

## Carrera
Representó a su país en voleibol sala en el Campeonato Europeo Sub-18 de 2015, terminando en la vigésima segunda posición, y en la categoría Sub-19 en 2016, jugando en la posición de extremo, en esta ocasión quien terminó en el decimoséptimo lugar, cuando era atleta de Volley Köniz y alcanzó el noveno lugar en la Copa CEV 2016.
Siguiendo los pasos de su hermana Anouk Vergé-Dépré, comenzó a competir en voleibol de playa, y compitieron juntas en el Campeonato Europeo de 2018 celebrado en La Haya, donde terminaron en noveno lugar. En 2016 formó pareja con Selina Marolf en el Campeonato Europeo Sub-20 en Antalya y terminó en noveno lugar.
En 2017 compitió con Laura Caluori y en el mismo año estuvo en el Campeonato Mundial Sub-21 2017 celebrado en Nankín, cuando jugó con Esmée Böbner y terminaron en noveno lugar, misma posición obtenida en el Campeonato Europeo Sub-20 en Vulcano, y juntos finalizaron en el cuarto lugar en la edición del Campeonato Mundial Universitario de Voleibol de Playa celebrado en Múnich.
Actuando con Böbner, fueron subcampeonas nacionales en 2018 y ese mismo año participaron en el Campeonato Europeo Sub-22 en Jūrmala, terminando en noveno lugar, también compitieron en el World Tour 2018, ganando su primer título en el Abierto de Liubliana y el cuarto puesto en el Abierto de Vaduz, categoría una estrella, continuaron juntas en el Europeo Sub-22 de 2019 en Antalya y terminaron en quinto lugar, y en el World Tour 2019 consiguieron el subcampeonato en el Abierto de Montpellier.